# Woolf Works
Woolf Works è un balletto in tre atti basato sugli scritti di Virginia Woolf, musicato da Max Richter e con coreografie di Wayne McGregor. Il debutto avvenne alla Royal Opera House di Londra il 12 maggio 2015 ed il balletto ottenne recensioni positive e due vittorie ai prestigiosi Laurence Olivier Award: miglior balletto ed eccellenza nella danza ad Alessandra Ferri.
Nell'aprile 2019 il balletto debutta al Teatro alla Scala a Milano.

## Trama
Il balletto si compone di tre atti, ciascuno basato su una diversa opera della Woolf.

### I now, I then
Tratto da La signora Dalloway. Nel giugno 1923, Clarissa Dalloway passeggia per le strade di Londra, in cerca di fiori per la festa che darà quella sera. Mentre cammina, il ricordo della sua giovinezza riaffiora, in particolare il rapporto molto intimo con un'amica; l'arrivo di un vecchio corteggiatore di ritorno dall'India la riporterà indietro a una magica estate del 1890. Intanto anche Septimus, un ex militare con disturbi da stress post-traumatico ed ossessionato dal ricordo dell'amico Evan, ucciso durante la prima guerra mondiale, vaga per le strade di Londra e la disperazione lo porta al suicidio.
A differenza del romanzo, dove i due non si incrociano mai, Clarissa e Septimus si incontrano e danzano un pas de deux.

### Becomings
Tratto da Orlando. Il giovane cortigiano Orlando vive una vita che si dirama nei secoli e nei sessi. Nato uomo nell'Inghilterra elisabettiana, viene mandato come ambasciatore a Costantinopoli. Qui, una mattina, si risveglia donna e inizia una nuova vita. Nei secoli a venire vivrà diversi amori, viaggerà e avrà una bambina.

### Tuesday
Tratto da Le onde. Vite parallele si incrociano e si separano in un flusso di ricordi, pensieri e parole. La singolarità della ballerina in scena lascia il posto a un numero corale, in cui il singolo personaggio si perde, inghiottito dal resto del cast.
Il terzo atto fa continui riferimenti non solo al romanzo da cui è tratto, ma anche alla vita personale dell'autrice e, in particolar modo, al suo suicidio. La lettera d'addio della Woolf viene letta all'inizio dell'atto.